# Sillon sans fin

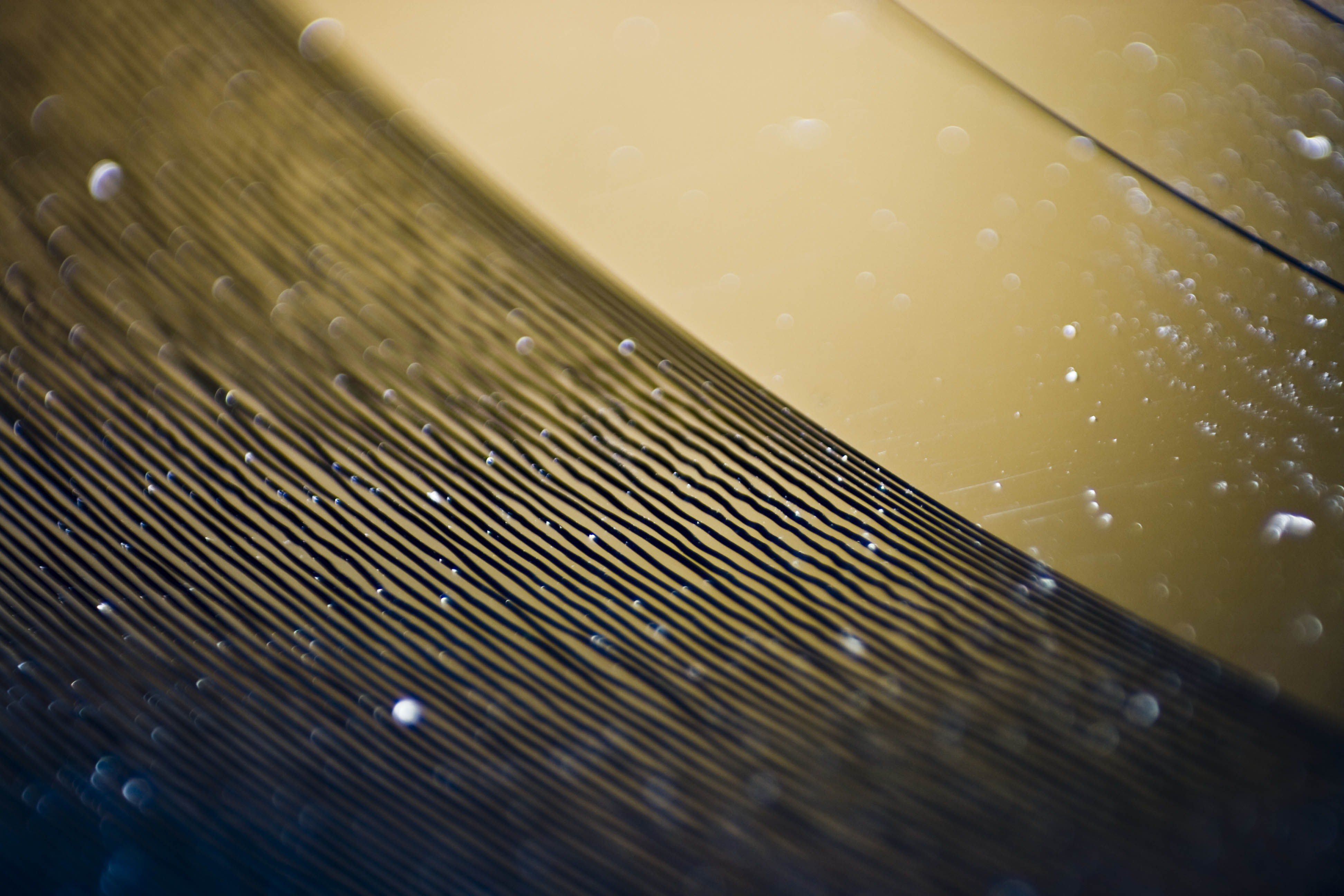
Photographie rapprochée d'un disque microsillon, mettant en évidence les sillons qui stockent le son. Un sillon sans fin reboucle sur lui-même, permettant au son de se répéter indéfiniment.

Un sillon sans fin (en anglais : locked groove) est, sur un disque microsillon, un sillon qui répète une plage sonore en rebouclant sur lui-même.

## Technique
Un disque microsillon est un support d'enregistrement sonore où le son est stocké de façon analogique sur un disque plat à l'aide d'un sillon en spirale modulé. En général, ce sillon débute à la périphérie du disque et se termine près de son centre. Il est lu à l'aide d'un bras terminé par une tête de lecture munie d'une pointe, qui le parcourt par contact direct.
La plupart des disques microsillon possèdent en fin d'écoute un sillon sans fin, silencieux (ne comportant aucune information), qui permet d'éviter que le bras ne dérive complètement vers le centre du disque en le maintenant en place jusqu'à ce que l'utilisateur arrête le mécanisme. Cependant, il est possible d'enregistrer du son sur ce sillon, permettant d'obtenir une boucle sonore se répétant sans fin. Cette technique a été utilisée par plusieurs artistes.
La durée d'un sillon sans fin dépend de la vitesse de rotation du disque, correspondant au temps mis pour effectuer un tour complet. Pour un 33 tours (tournant à 33 tours 1/3 par minute), elle est théoriquement de 1,8 s ; pour un 45 tours, de 1,3 s.
La technique du sillon sans fin est spécifique aux disques microsillon : elle n'existe pas sur d'autres supports sonores, comme le CD audio. Si un artiste a délibérément choisi d'y enregistrer du son, l'effet de répétition sans fin n'est donc pas reproductible.

## Exemples
La première piste utilisant cette technique est probablement située à la fin de Sgt. Pepper's Lonely Hearts Club Band des Beatles (1967). Sur les premiers pressages monophoniques de l'album, destinés au marché britannique, la chanson A Day in the Life est suivie d'un collage de phrases prononcées par le groupe, enregistrées à l'envers, et d'un son inaudible à haute fréquence ; ce collage est inséré sur le sillon sans fin et se répète indéfiniment. À la suite des Beatles, la même année, The Who enregistrent sur le sillon sans fin de l'album The Who Sell Out une fausse publicité pour leur label, Track Records.
La technique est employée depuis par divers artistes. Par exemple, sur l'album Dog Problems (en) du groupe The Format, le larsen à la fin de If Work Permits continue dans le sillon sans fin où il se répète. Le premier album de Godspeed You! Black Emperor, F#A#∞, possède une phrase se répétant à la fin de Bleak, Uncertain, Beautiful.... L'album de Stereolab Transient Random-Noise Bursts With Announcements se termine par la chanson Lock Groove Lullaby qui, comme son nom le suggère, s'étend sur le sillon sans fin.
Un autre exemple de sillon sans fin se trouve sur certaines éditions de l'album d'ABBA Super Trouper (1980), en fin de face B, sur le final du titre The Way All Friends Do et qui propose un prolongement des applaudissements du public dans le sillon sans fin. L'album Eagles Live des Eagles (également 1980) reprend ce concept : les applaudissements de la fin de la face D continuent sur le sillon sans fin plutôt que de s'estomper comme sur les autres faces.
Le premier single à succès comportant un sillon sans fin sonore est Muskrat Love (en) de Captain & Tennille, en 1972.

## Boucles sonores
Le concept du sillon sans fin a été étendu à la production de disques entièrement constitués de sillons circulaires, collections de boucles sonores infinies d'une durée limitée à une révolution du disque. Le label RRRecords a publié un 45 tours intitulé RRR-100 (avec 100 sillons) et un 33 tours nommé RRR-500 (avec 500 sillons). Le groupe canadien Legion of Green Men a créé plusieurs disques et remixes contenant ce qu'il appelle des Eternal Opuscules, plages rythmiques et chansons qui se jouent sans fin à la fin d'une face. Il existe également des disques de musique électronique contenant de tels sillons qui, enregistrés à 133 ¹⁄₃ tr/min et joués à 33 ¹⁄₃ tr/min, repêtent continuement un rythme et une phrase musicale, pouvant être utilisés par un DJ.

## Sillon d'introduction
Lorsque les chargeurs automatiques de disques et les jukeboxes apparaissent dans les années 1920, il devient nécessaire de trouver une façon fiable d'amener le stylet de lecture au début des zones enregistrées. Decca invente le sillon d'introduction aux États-Unis en 1935, suivi peu après par toute l'industrie. Un sillon d'introduction est un sillon sans son, placé du côté extérieur d'un disque et permettant d'amener la tête de lecture au début du son.
Comme pour le sillon sans fin, il est possible d'enregistrer du son dans le sillon d'introduction. L'album USA de King Crimson utilise cette technique. Wonderwall Music de George Harrison et Plastic Surgery Disasters des Dead Kennedys débutent également dans le sillon d'introduction.

## Bande-dessinée
En 2008, le dessinateur Jean-Christophe Menu fait référence aux sillons sans fin dans sa bande-dessinée Lock Groove Comix ; cet ouvrage fait notamment mention de beaucoup de curiosités des disques microsillons.